# Cerkiew Zaśnięcia Matki Bożej w Busiażu
Cerkiew Zaśnięcia Matki Bożej – prawosławna cerkiew parafialna w Busiażu (obwód brzeski), w dekanacie iwacewickim eparchii pińskiej i łuninieckiej Egzarchatu Białoruskiego.

## Historia

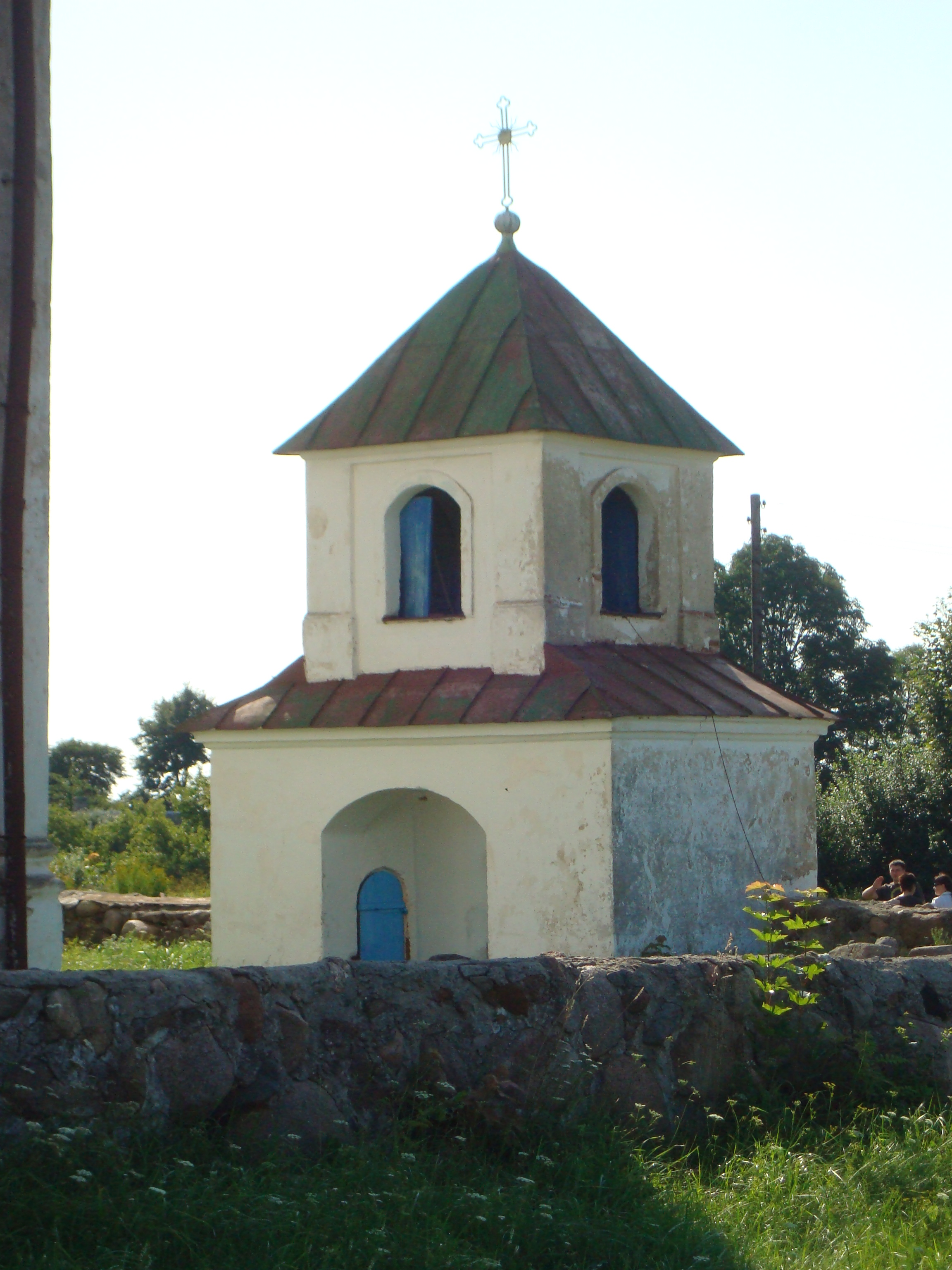
Dzwonnica

Murowana świątynia została zbudowana w latach 1773-1779 na potrzeby parafii unickiej (według innych źródeł została zbudowana jako kościół Kartuzów z Berezy). Po III rozbiorze Polski Busiaż znalazł się w granicach Imperium Rosyjskiego, a świątynia funkcjonowała nadal jako unicka. Po likwidacji cerkwi greckokatolickiej w 1839 r. władze rosyjskie w 1840 r. przekazały budynek Kościołowi Prawosławnemu. Cerkiew przebudowano w 1912 roku. Z początkiem II wojny światowej świątynię zamknięto, później ucierpiała od ostrzału. Została otwarta w 1973 roku.

## Architektura
Cerkiew reprezentuje styl późnobarokowy. Została wzniesiona na planie prostokąta, w XIX w. dostawiono do niej zakrystię. Elewacja budynku zdobiona jest zwielokrotnionymi pilastrami oraz gzymsem. Jej ozdobnym wykończeniem jest barokowy fronton z niską wieżyczką.